# Black Island (Ross-Archipel)
Black Island ist eine Insel im antarktischen Ross-Archipel. Vor der Scott-Küste des ostantarktischen Viktorialands liegt sie rund 2 km westlich von White Island, von der sie durch die White Strait getrennt ist.
Teilnehmer der Discovery-Expedition (1901–1904) unter der Leitung des britischen Polarforschers Robert Falcon Scott entdeckten sie und benannten sie nach ihrer Schneefreiheit. An der Nordspitze der Insel befindet sich der Hauptdownlink der US-amerikanischen McMurdo-Station.

## Karte

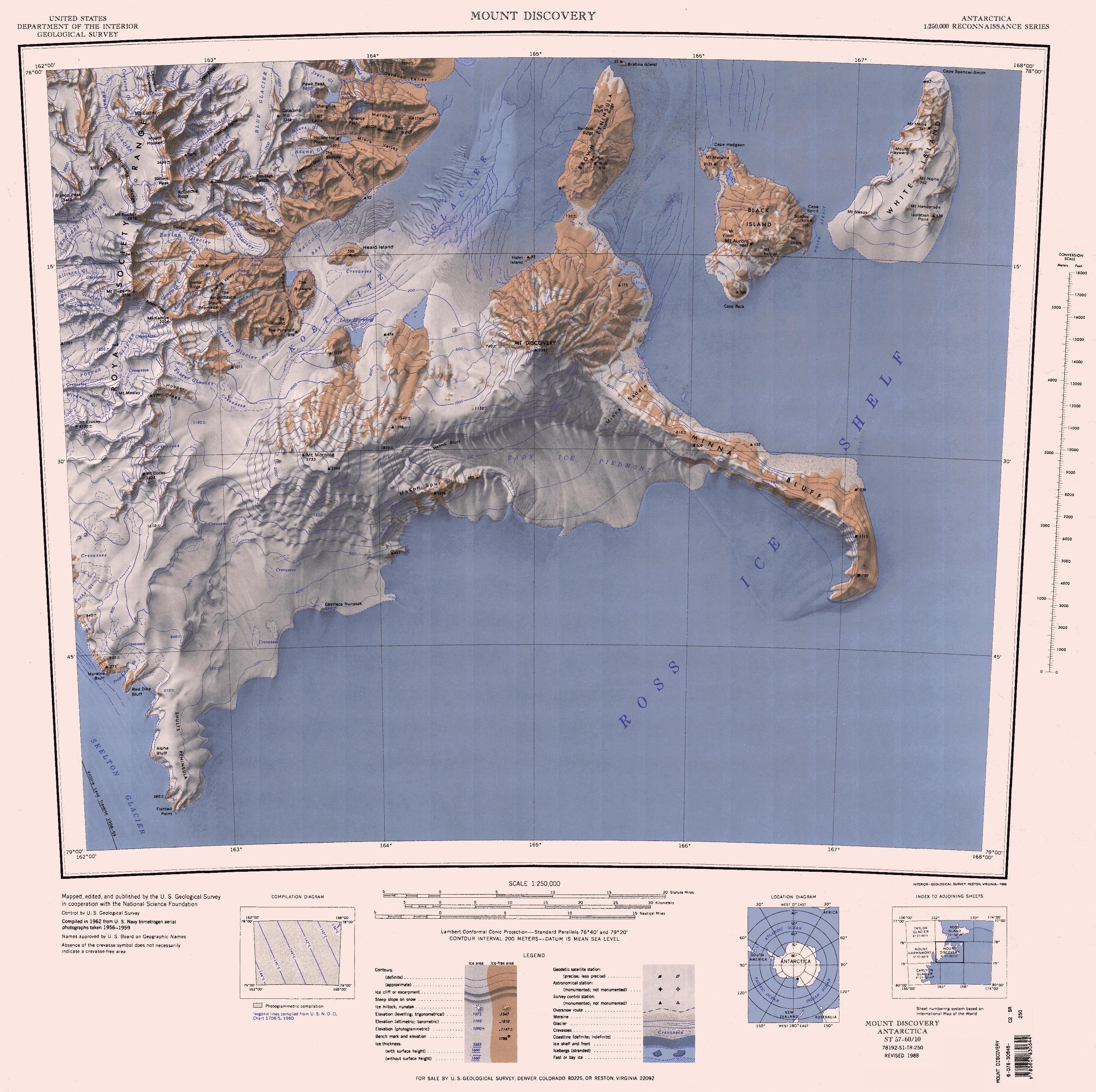
Kartenblatt mit Black Island und White Island im Nordosten
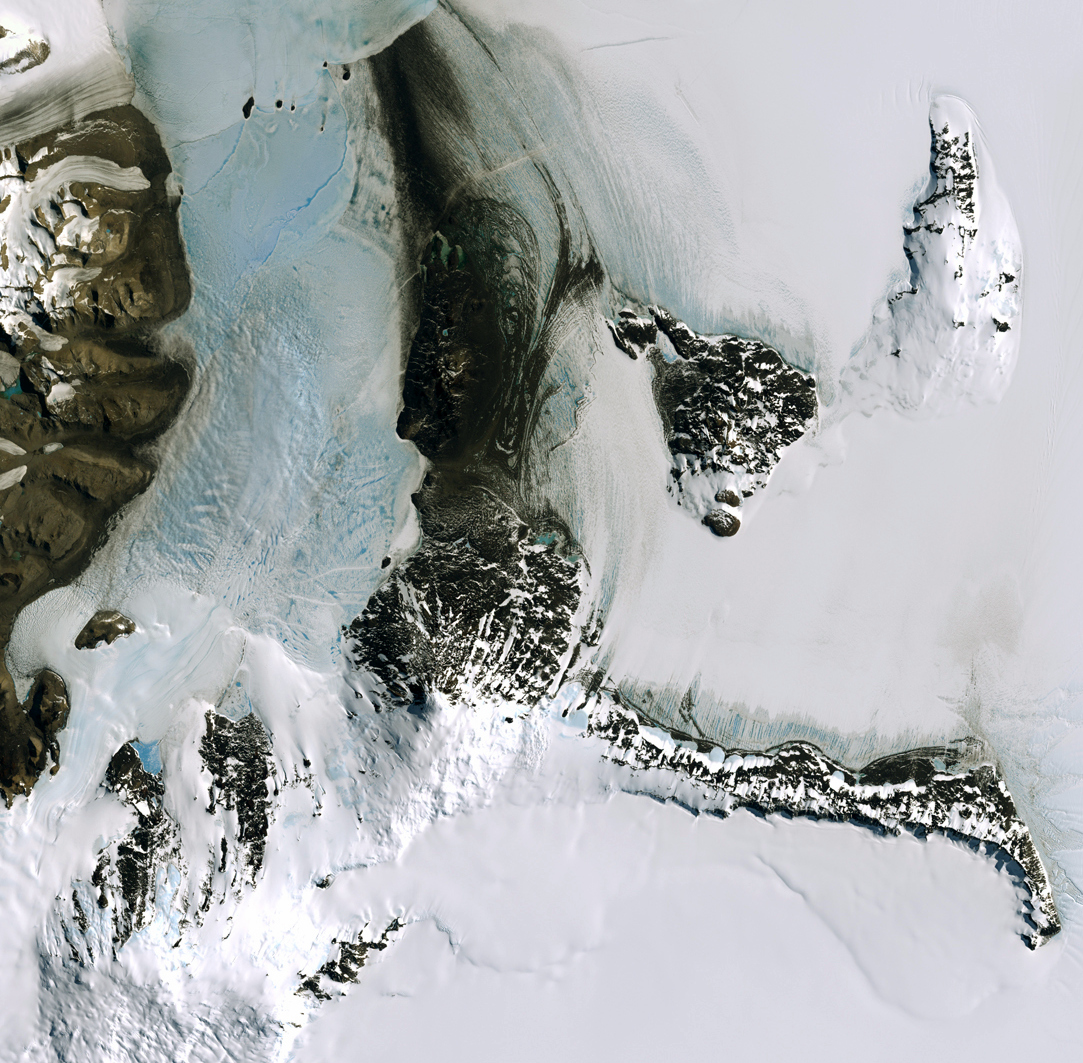
Satellitenbild von Black Island (Mitte rechts)